# Ooctonus occidentalis
Ooctonus occidentalis är en stekelart som beskrevs av Whittaker 1931. Ooctonus occidentalis ingår i släktet Ooctonus och familjen dvärgsteklar. Inga underarter finns listade i Catalogue of Life.